# Erwin Kramer
Erwin Kramer (Schneidemühl, 22 de agosto de 1902 - Berlín Este, 10 de noviembre de 1979) fue un político alemán, ministro de transportes de Alemania Oriental y director general de la compañía ferroviaria Deutsche Reichsbahn (DR).

## Biografía
Kramer nació en Schneidemühl (entonces provincia de Posen, hoy Piła en Polonia), donde se crio. Después de un periodo de prácticas en el Reichsbahnausbessungswerk de Schneidemühl, estudió ingeniería eléctrica y estudios ferroviarios en la Universidad Técnica de Berlín. En 1919 se unió a la Liga de los Jóvenes Comunistas de Alemania (KJVD), del Roten Studentenhilfe entre 1924-1927 y se hizo miembro del Partido Comunista de Alemania (KPD) en 1929. En 1930-1932 trabajó como capataz para la Reichsbahndirektion de Berlín.
En 1932 Kramer emigró a la Unión Soviética y trabajó en el "Instituto Central de Investigación de Transportes" de Moscú. En 1937 superó un curso de "Tácticas militares" en la Escuela militar del Ejército Rojo en Tambov. Participó en la guerra civil española como voluntario en las Brigadas internacionales y llegó a ser jefe de ingenieros de la XI Brigada Internacional, unidad donde se agrupaban los voluntarios alemanes. Tras la derrota republicana, en 1939 fue internado en un campo de concentración francés de Saint-Cyprien, en el departamento de los Pirineos Orientales, y regresó a la Unión Soviética, donde trabajó para las emisiones alemanas de Radio Moscú. Después del ataque alemán a la Unión Soviética, fue enviado a Samara (Kuybyshev) en octubre de 1941 junto con otros emigrantes comunistas alemanes.
Después de la guerra Kramer se trasladó a la zona de ocupación soviética de Alemania y se unió al Partido Socialista Unificado de Alemania (SED) en 1946. Se convirtió en el jefe de la rama técnica de maquinaria dentro la Comisión Económica alemán (Deutsche Wirtschaftskommission o DWK), la administración central económica de la zona soviética. Ese mismo año 1946 también fue nombrado presidente adjunto de la Reichsbahndirektion de Berlín Este. En 1949 Kramer se convirtió en el director adjunto de la Deutsche Reichsbahn (DR) y a partir de 1950 director general de la compañía. En 1954 fue nombrado ministro de Transportes, cargo que ocupó hasta 1970 junto al de director general de la compañía Reichsbahn (DR).